# Oceretuvate, Tokmak
Oceretuvate (în ucraineană Очеретувате) este localitatea de reședință a comunei Oceretuvate din raionul Tokmak, regiunea Zaporijjea, Ucraina.

## Demografie
Componența lingvistică a localității Oceretuvate
     Ucraineană (94,22%)
     Rusă (3,8%)
     Belarusă (1,98%)
Conform recensământului din 2001, majoritatea populației localității Oceretuvate era vorbitoare de ucraineană (94,22%), existând în minoritate și vorbitori de rusă (3,8%) și belarusă (1,98%).